# Mirela Holy
Mirela Holy (ur. 15 grudnia 1971 w Zagrzebiu) – chorwacka polityk, parlamentarzystka, w latach 2011–2012 minister ochrony środowiska.

## Życiorys
Szkołę podstawową i średnią ukończyła w Zagrzebiu. W 1986 została absolwentką etnologii i literaturoznawstwa na Uniwersytecie w Zagrzebiu. Na tej samej uczelni uzyskiwała magisterium (2000) i doktorat (2005) z zakresu nauk humanistycznych. Pracowała jako urzędniczka w jednym z ministerstw, a następnie jako menedżer projektów w jednym ze stołecznych przedsiębiorstw.
W 1998 została członkinią Socjaldemokratycznej Partii Chorwacji, w latach 2004–2008 wchodziła w skład komitetu wykonawczego tego ugrupowania. W wyborach w 2007 została wybrana z listy SDP do Zgromadzenia Chorwackiego VI kadencji, w 2011 z powodzeniem ubiegała się o reelekcję. Od grudnia 2011 do czerwca 2012 sprawowała urząd ministra ochrony środowiska w rządzie Zorana Milanovicia.
W 2013 wystąpiła z SDP, po czym założyła własne ugrupowanie pod nazwą Chorwacki Zrównoważony Rozwój (ORaH). W 2014 jako jedyna kandydatka tego ugrupowania uzyskała mandat eurodeputowanej, rezygnując z jego objęcia na rzecz Davora Škrleca. W 2015 jej ugrupowanie znalazło się poza parlamentem. Mirela Holy zajęła się prowadzeniem wykładów na prywatnej uczelni Veleučilište VERN' i działalnością publicystyczną. W 2016 zrezygnowała z członkostwa w ORaH.